# Lago Inle
Il lago Inle (in birmano အင်းလေးကန်; IPA: [ínlé kàn]) è un lago di acqua dolce situato nelle montagne dello Stato Shan meridionale, in Birmania, a circa 30 km a sud-ovest di Taunggyi. È il secondo lago più grande della nazione con un bacino idrografico che si estende per 3700 km², nonché uno posto alla maggiore altezza con 890 m s.l.m. Il volume annuo di acqua in afflusso è tipicamente di 11,3108 m³ all'anno. La capacità di stoccaggio del lago è di 3,53107 m³. Durante la stagione secca (inverno) la media della profondità è di 4 m, ma durante la stagione delle piogge (estate) l'altezza può crescere fino a 7 m.
La zona del lago Inle è abitata da oltre 120.000 persone, quasi tutte appartenenti al popolo intha, per le quali questo lago è la principale fonte di sostentamento. Il lago è inoltre uno dei più importanti complessi idroelettrici del paese, dato che fornisce gran parte dell'elettricità della Birmania meridionale, ed è habitat di una grande varietà di uccelli acquatici migratori e di altre specie, il ché ne fa un vero e proprio santuario nazionale per gli uccelli.
Caratteristica peculiare è la presenza degli "orti galleggianti", culture idroponiche tradizionali sull'acqua. Queste isole galleggianti si concentrano verso ovest e sud-ovest, che sono anche le zone più popolose del lago. Oltre agli inha e ai birmani, presso il lago vivono gli shan, i pa'o, i danu e i taungyo.

## Caratteristiche idrografiche
Il lago Inle è situato sull'altopiano dello Shan e il suo bacino fa parte della Rift Valley di Shwenyaung. A nord si estende un'area pianeggiante nota come pianura di Inle o di Nyaungshwe, mentre a est e a ovest si trovano catene montuose con vette che raggiungono i 2000 m s.l.m., sebbene l'altitudine media sia di circa 1200 m s.l.m. La catena del Sindaung si trova a est e le catene del Letmaunggwe, del Thandaung e dell'Udaung a ovest.
Caratteristiche calcaree come doline, grotte, corsi d'acqua intermittenti e sorgenti termali sono tipiche della parte occidentale e orientale del bacino idrografico. Nelle pianure nordoccidentali il terreno è paludoso e si presume essersi originato da un antico letto di lago che ora ospita principalmente erbe kaing (Saccharum spontaneum), canneti e boschetti di bambù.
Nel lago sfociano 30 corsi d'acqua. L'unico emissario, il Nam Pilu o Balu Chaung, si trova a sud e sfocia in un corso d'acqua, il Poon Chaung, che sfocia infine nel fiume Saluen e poi nel Mar delle Andamane presso la città di Moulmein.

## Clima
Il bacino del lago Inle è caratterizzato da un clima caldo, umido e temperato. Le temperature minime si registrano a dicembre, con un'escursione termica giornaliera tipica di 13-24 °C, mentre le massime si registrano in aprile con un'escursione termica giornaliera tipica di 21-32 °C.
A volte la zona può essere soggetta a forti ondate di freddo invernale, tuttavia la vastità del lago è sufficiente da evitare che le gelate colpiscano i raccolti. Le precipitazioni superano i 5 cm al mese da aprile a novembre e raggiungono il picco ad agosto, con precipitazioni tipiche di 20 cm. In estate soffiano venti tropicali caldi da sud-ovest provenienti dal golfo del Bengala con una velocità media superiore a 7 km/h tra maggio e giugno. In inverno i venti continentali freddi da nord-est che provengono dall'Asia centrale soffiano con una velocità media inferiore a 5 km/h tra dicembre e gennaio. L'umidità varia da meno del 40% a marzo a quasi il 90% ad agosto.

## Flora e fauna
Presso il lago crescono piante come Potamogeton, Ceratophyllum, Utricularia, Nigella sativa, Chara e Saccharum spontaneum. Quest'ultima, nota localmente come kaing, è impiegata nella struttura delle isole galleggianti per l'agricoltura, oltre che per la tessitura di stuoie.
Il lago ospita 5 specie di pesci, che sono principalmente carpe, pesci gatto e ghiozzi, oltre a un ciprinide endemico. Negli stagni ittici del villaggio di Aindaunggyi vengono allevati lo shwewah-nga-gyin (Cyprinus carpio) e il myet-sar-nga-gyin (Ctenopharyngodon idella). La carpa del lago Inle (Cyprinus carpio intha), nota come nga-phane, svolge un ruolo importante nell'approvvigionamento alimentare ed è un simbolo culturale del popolo intha. Altri animali acquatici presenti nei pressi del lago sono diverse specie di rane e tartarughe, oltre alle lontre, che vivono vicino ai corsi d'acqua affluenti e alle rive.
Presso il lago Inle vivono almeno 57 specie di uccelli di foresta e 43 specie di uccelli acquatici, tutti protetti dalla legge a partire dal 1985, quando il lago è stato proclamato santuario degli uccelli. Nella parte nordoccidentale vivono diverse specie di airone, gabbiano, cormorano, anatra selvatica e gazza, mentre gli uccelli migratori raggiungono la zona nei periodi di scarse piogge monsoniche (ottobre) e ripartono quando queste si intensificano (maggio).

## Turismo
Grazie al suo ambiente pittoresco e alla fauna variegata, nonché agli stili di vita e alle tradizioni uniche dei suoi abitanti, il lago è una rinomata destinazione turistica della Birmania. Il suo potenziale in questo settore ha spinto diverse agenzie ad attuare misure di prevenzione del deterioramento delle acque e del bacino idrografico circostante avviatosi a causa della crescita demografica combinata con alcune pratiche agricole e industriali.
Nei pressi del villaggio sulla costa nord-occidentale di Kaungdine vi è un centro termale.
Presso il lago ci sono 100 santuari e monasteri buddisti, il più caratteristico dei quali è il monastero di Nga Phe Kyaung (detto anche monastero del Gatto saltellante), un antico edificio in teak completamente circondato dall'acqua e da isole galleggianti.
Nel mese di ottobre si tiene per due settimane una delle feste più importanti della nazione, in cui una chiatta ornamentale trasporta un'enorme immagine del mitico uccello Karaweik (Kalaviṅka) e quattro sacre figure di Buddha attraversando i villaggi del lago, trainata da una barca carica di intha che remano con le gambe. L'evento prevede anche una gara di barche. Vincere la gara significa diventare i campioni mondiali di voga a gambe.

## Galleria d'immagini

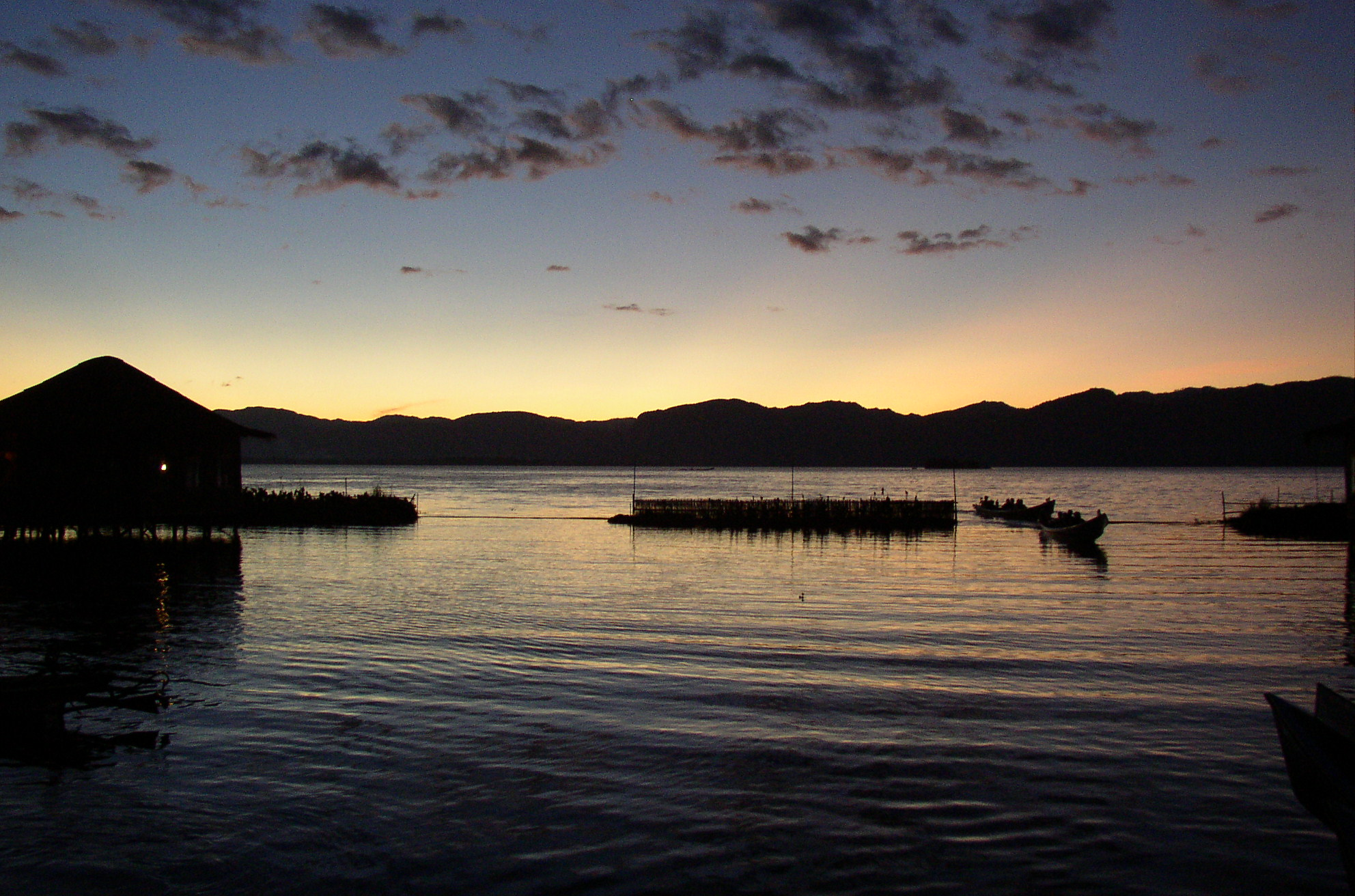
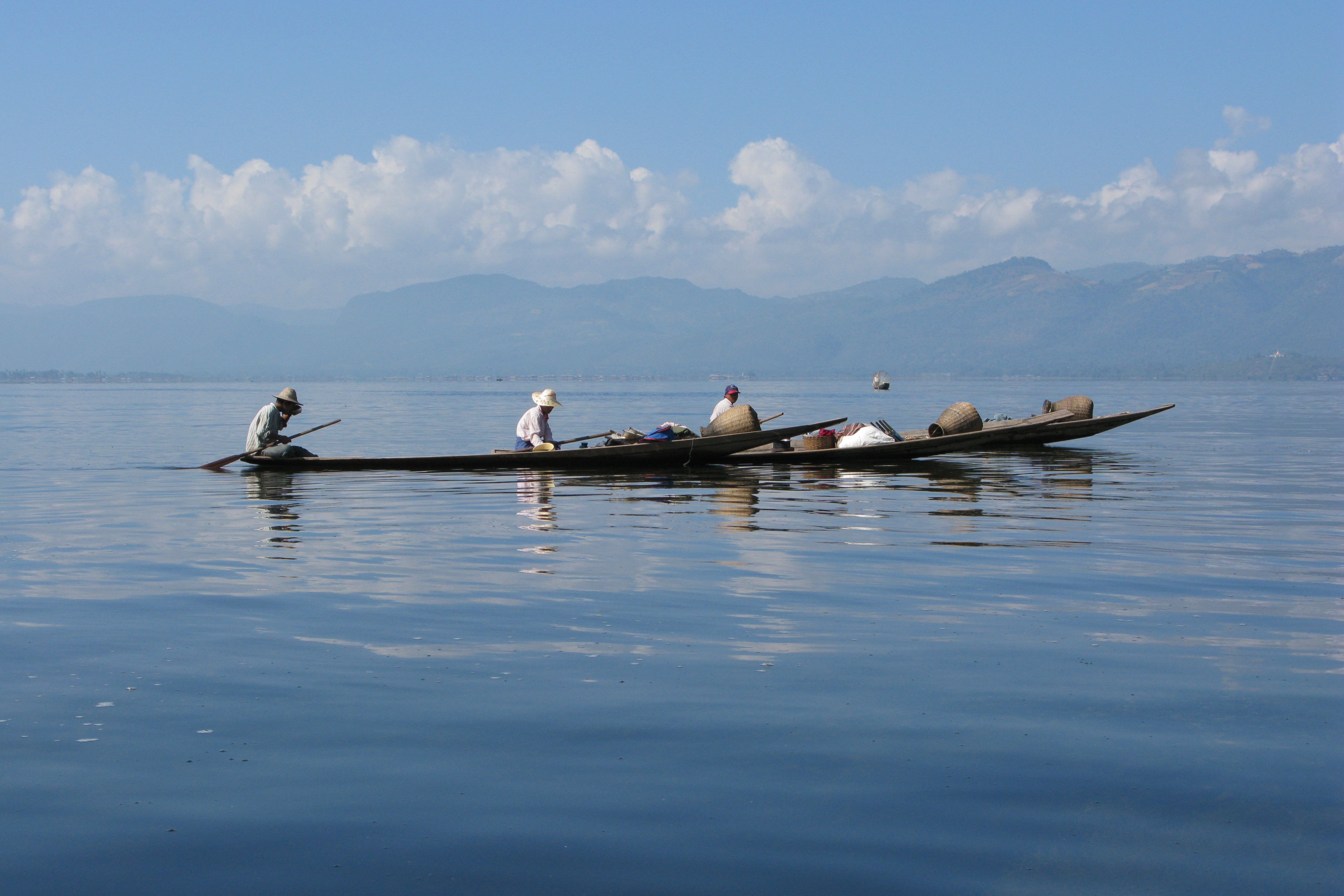
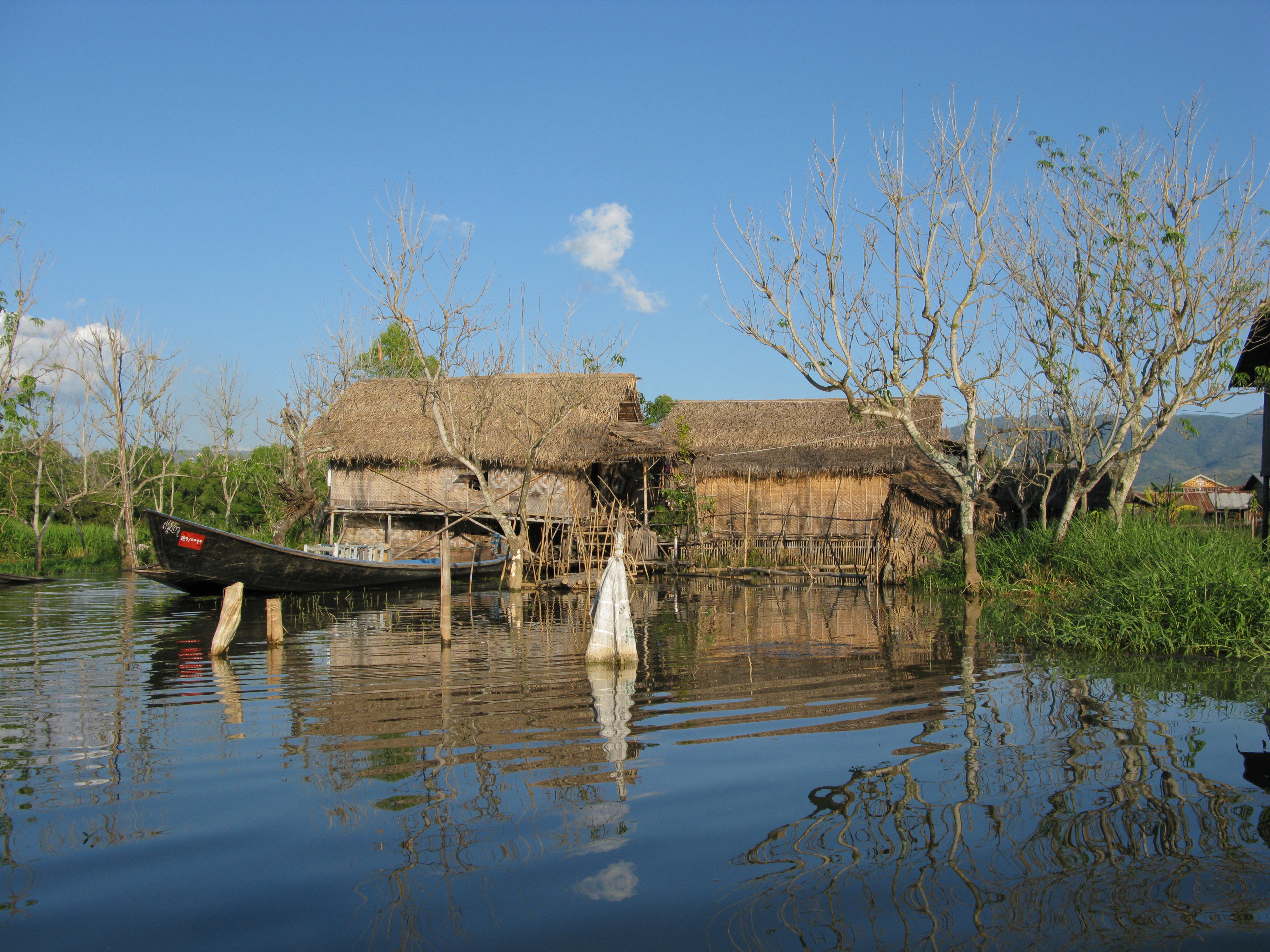
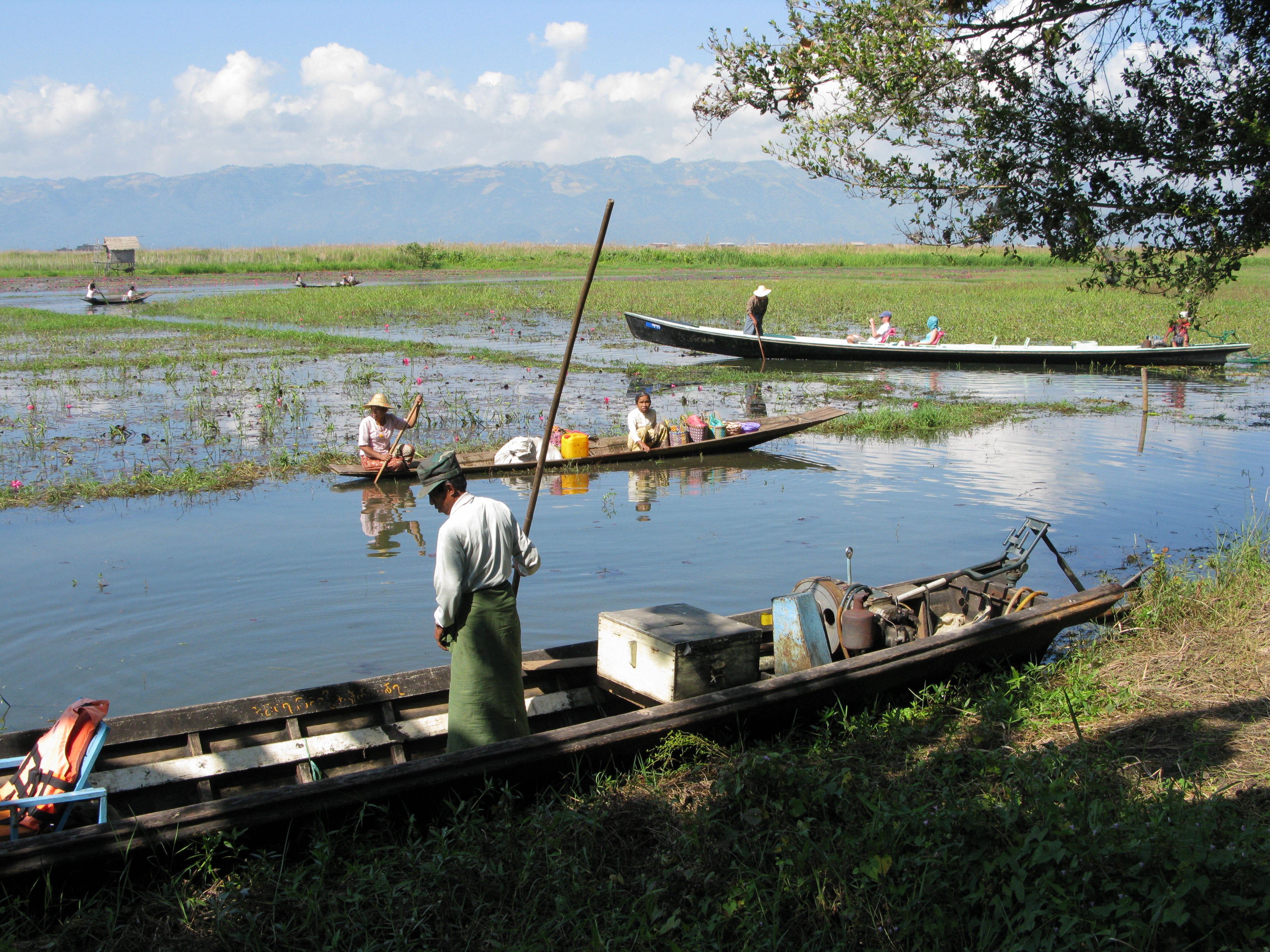
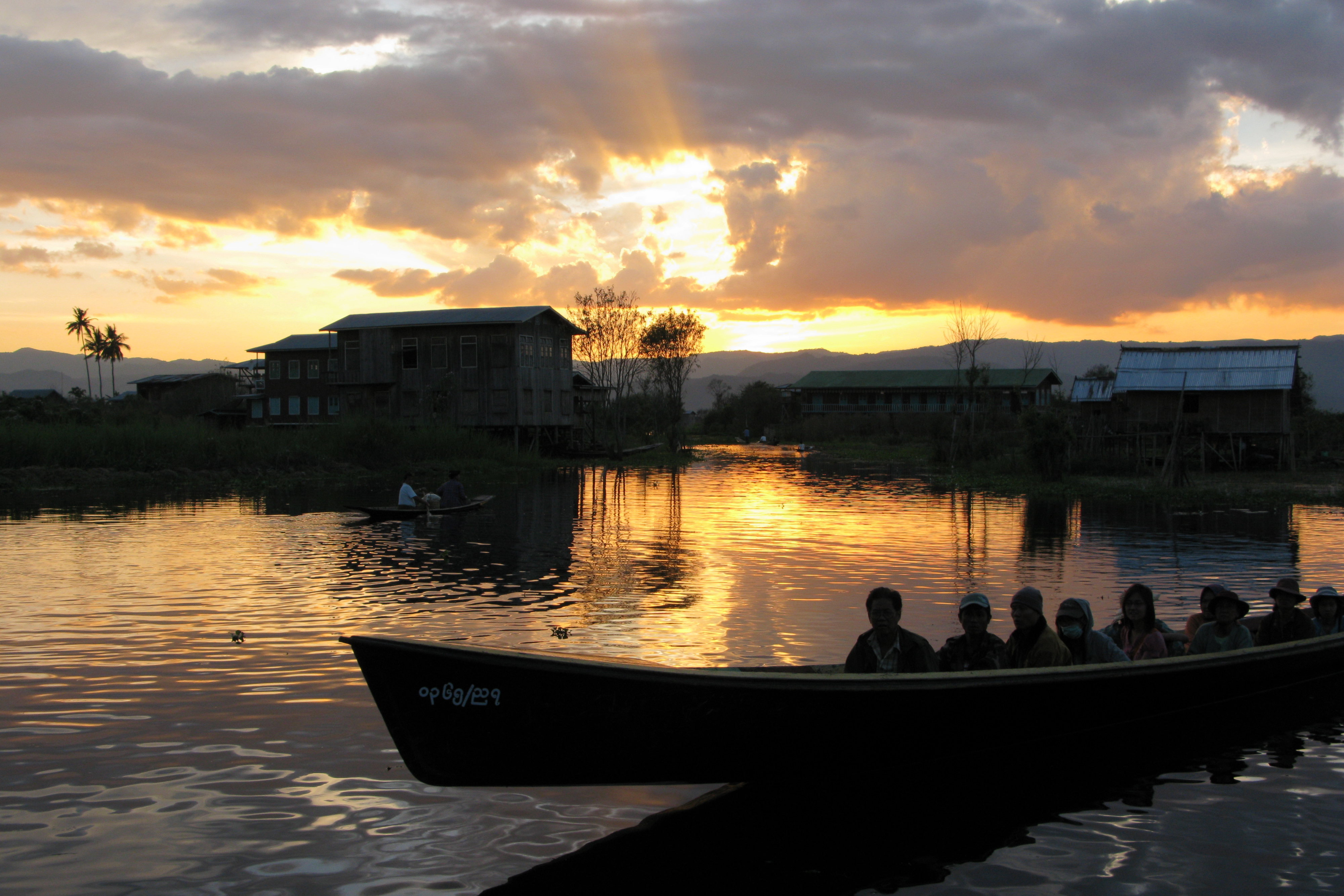